# Pentácoro

projeção de um pentácoro em simples rotação

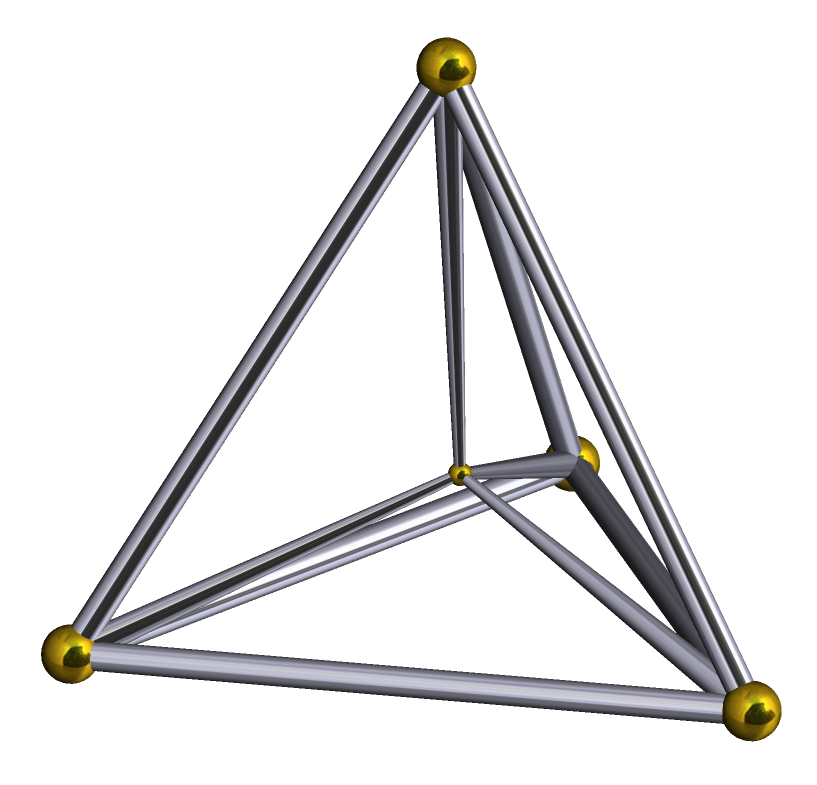
Projeção de um pentácoro

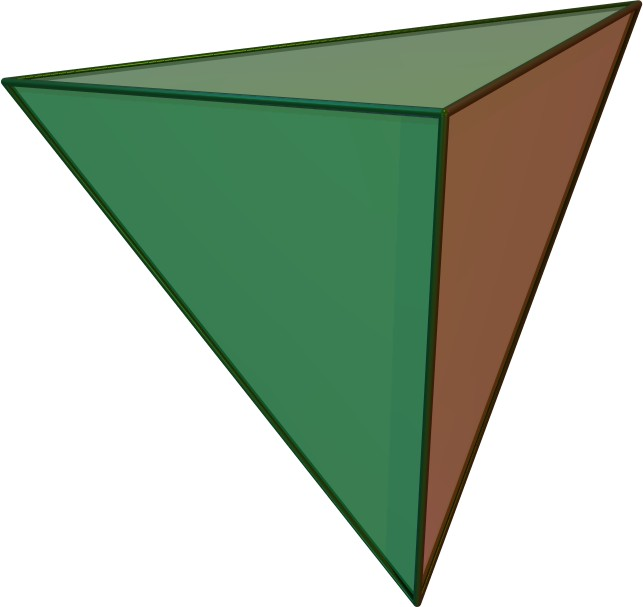
Vértice Tetraedral

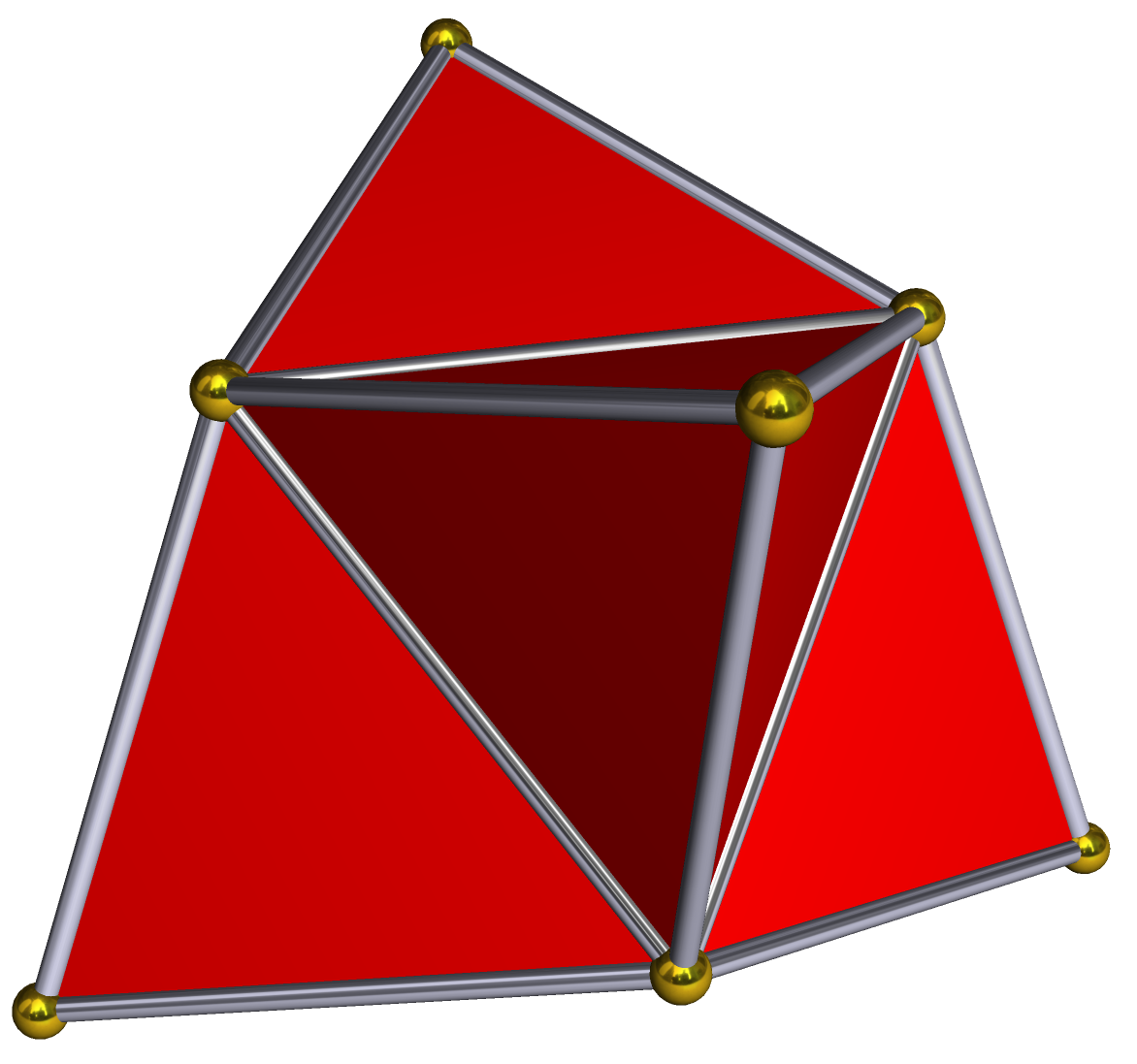
Planificação

Em geometria, o pentácoro é um polícoro delimitado por 5 faces tetraédricas. Também é conhecido como Simplexo, hiperpirâmide tetraédrica ou 5-cell em inglês. É a forma convexa regular quadridimensional mais simples(análogo quadridimensional ao sólido platônico)e é análogo ao tetraedro em 3 dimensões e ao triângulo em duas. Pentácoro é uma pirâmide quadridimensional com uma base tetraédrica.
O pentácoro regular é bordado por tetraedros regulares e é um dos seis polítopos regulares quadridimensionais, representado pelo símbolo de Schäfli {3,3,3}.

## Geometria
O pentácoro é um poliedro dual e sua figura de vértice é um tetraedro. A máxima intersecção com um espaço tridimensional é o prisma triangular. Seu ângulo diedro é {\textstyle \cos ^{-1}\left({\frac {1}{4}}\right)}, ou aproximadamente 75,52°.

### Construção
O pentácoro pode ser construído de um tetraedro, adicionando uma quinta vértice que está equidistante de todas as outras no tetraedro(O pentácoro é essencialmente uma pirâmide quadridimensional com uma base tetraédrica).
Nas coordenadas cartesianas dos vértices de uma origem centrada regular, tendo como tamanho das bordas 2 são:
Outra configuração de coordenadas com origem centrada em espaço quadridimensional podem ser vistas como um pentácoro com uma base regular tetraédrica em 3 dimensões, com tamanho das bordas {\displaystyle 2{\sqrt {2}}}:
Os vértices de um pentácoro (com bordas {\displaystyle {\sqrt {2}}}) podem ser mais simplesmente construídas em um hiperplano em um espaço pentadimensional, como permutações distintas de (0,0,0,0,1) ou (0,1,1,1,1); nessas posições, isso é uma faceta de, respectivamente, de um ortoplexo de quinta dimensão ou o penterato retificado.